# 弗雷齊 (明尼蘇達州)
弗雷齊（英語：Frazee）是一個位於美國明尼蘇達州貝克縣的城市。

## 人口
根據2020年美國人口普查的數據，弗雷齊的面積為2.88平方千米，當中陸地面積為2.78平方千米，而水域面積為0.10平方千米。當地共有人口1335人，而人口密度為每平方千米464人。